# ستيف بيرين (مصمم لعب تقمص أدوار)
ستيف بيرين (بالإنجليزية: Steve Perrin)‏ هو مصمم لعب تقمص أدوار أمريكي، ولد في 22 يناير 1946.